# دانشگاه دوبلین

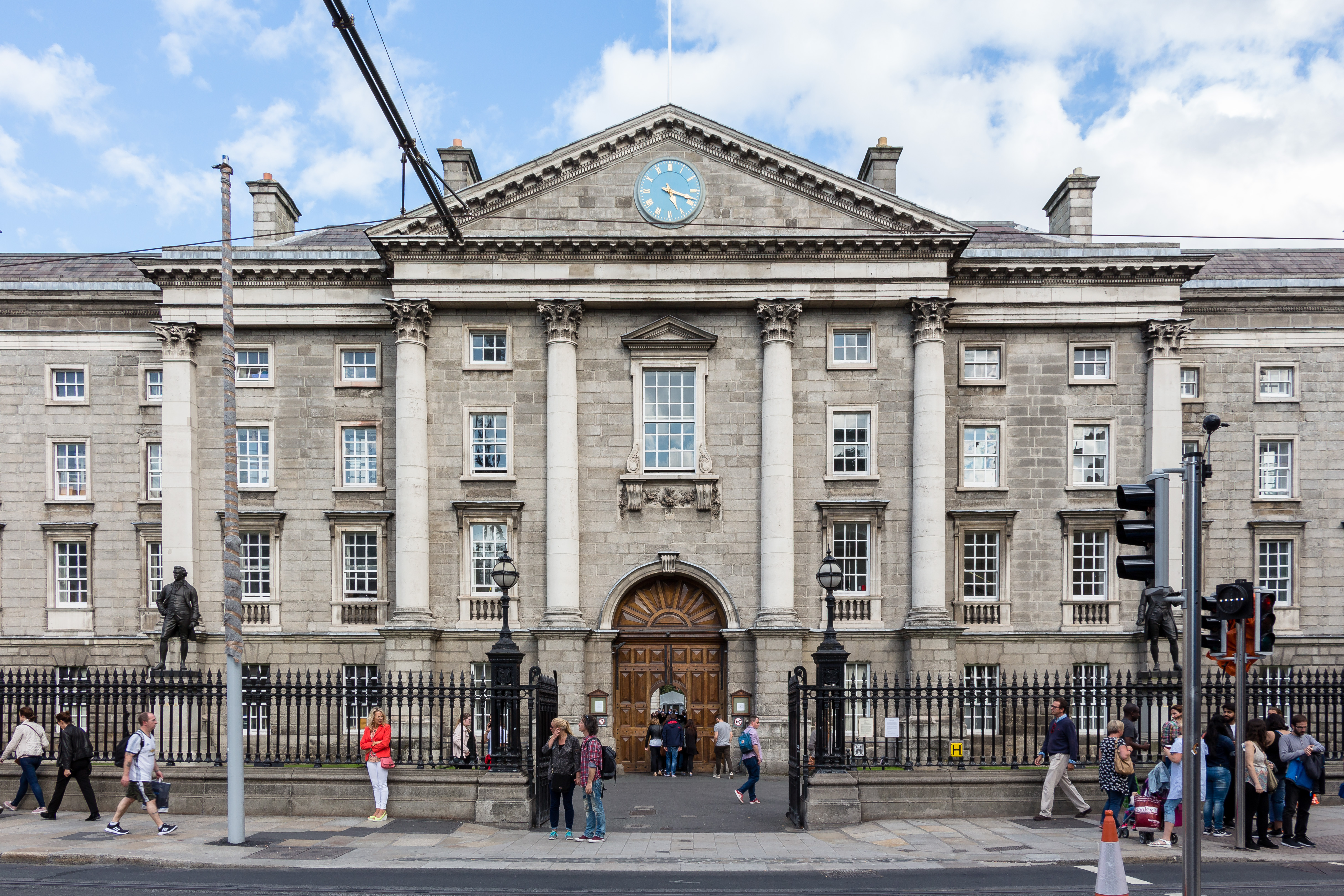
دانشگاه دوبلین

دانشگاه دوبلین (ایرلندی: Ollscoil Átha Cliath) دانشگاه دولتی در شهر دوبلین، ایرلند است، که در سال ۱۵۹۲ توسط ملکه الیزابت اول تأسیس شد. دانشگاه دوبلین هم‌اکنون قدیمی‌ترین دانشگاه فعال در ایرلند و هفتمین دانشگاه قدیمی در بریتانیا محسوب می‌شود.